# 岡﨑太一
岡﨑 太一（おかざき たいち、1983年〈昭和58年〉6月20日 - ）は、奈良県五條市出身の元プロ野球選手（捕手、右投右打）。2024年から石川ミリオンスターズの監督を務める。

## 経歴

### プロ入り前
小学生時代に「牧野ジュニアーズ」で野球を始めてから、一貫して捕手を務める。
智弁学園高校時代には、秦裕二とのバッテリーで活躍。3年生だった2001年には、春の第73回選抜高等学校野球大会と夏の第83回全国高等学校野球選手権全国大会に出場すると、選手権大会でチームの準々決勝進出に貢献した。
高校卒業後は社会人野球の松下電器に入社。後にプロでもチームメイトとなる久保康友とバッテリーを組みながら、強肩を武器に活躍した。
2004年のNPBドラフト会議自由獲得枠で、地元球団の阪神タイガースに指名。1億円に出来高分の5,000万円を加えた契約金と、年俸1,500万円（金額は推定）という最高条件で入団した。入団当初の背番号は27。

### 阪神時代
2005年、ウエスタン・リーグ公式戦48試合に出場。二軍の捕手では狩野恵輔に次いで出場機会が多く、打率.290, 出塁率.360という好成績を残した。また、通算で29本の安打のうち、二塁打を4本、三塁打・本塁打を2本ずつ放った。その一方で、マスクを被った9月25日の対中日ドラゴンズ戦では、中日の打者・幕田賢治が空振りから振り戻したバットが右肩を直撃。乱闘騒ぎにまで発展したが、右肩は後に完治している。
2006年、前年に続いて、ウエスタン・リーグの公式戦で、狩野に次ぐ64試合に出場。規定試合数に達した捕手ではリーグ唯一の無失策だった。打撃面では、前年を上回る4本塁打を放った一方で、打率や出塁率などが前年を下回った。
2007年、ウエスタン・リーグ公式戦54試合に出場したが、ほとんどの面で前年より打撃成績を落とした。守備面でも清水誉・橋本良平の両新人が積極的に起用されたため、捕手としての出場は20試合で、一塁手としての起用も多かった。シーズン終了後には、12月1日に結婚する一方で、背番号を新加入のアッチソンに譲る形で57に変更している（その後27は2021年現在まで投手が着けている。）。
2008年、前年まで捕手だった浅井良の外野コンバートや、故障による狩野の出遅れなどを背景に、ウエスタン・リーグ公式戦41試合に出場。しかし、清水が正捕手格として定着したため、捕手としての出場は23試合にとどまった。また、前年に続いて、打率が2割台の前半で低迷した。
2009年、松下電器時代にバッテリーを組んでいた久保が千葉ロッテマリーンズから移籍。岡﨑自身も、一軍の正捕手・矢野輝弘が故障で開幕に間に合わなかったことなどを背景に、プロ入り後初めて開幕を一軍で迎えた。4月4日に、東京ヤクルトスワローズとの開幕カード第2戦（京セラドーム大阪）で、スタメンマスクの狩野に代わる2番手捕手として一軍デビュー。4月7日の対広島東洋カープ戦（阪神甲子園球場）では、移籍後初登板・初先発の久保とのバッテリーでスタメンに起用されると、一軍初安打を含む猛打賞と一軍初打点を達成した。シーズン通算では、一軍公式戦12試合の出場で打率.357を記録。ウエスタン・リーグ公式戦でも、47試合の出場で、打率.320、1本塁打、17打点という成績を残した。
2010年、シアトル・マリナーズから移籍した城島健司が一軍の正捕手に定着。矢野に加えて、小宮山慎二も第3捕手として一軍のベンチに入る機会が増えた影響で、岡﨑に一軍昇格の機会はなかった。ウエスタン・リーグ公式戦では、56試合の出場で打率.262、2本塁打、13打点という成績を残した。
2011年、FA権の行使によって移籍した藤井彰人が、故障で戦線を離脱した城島に代わって一軍の正捕手に定着。小宮山も第2捕手として出場機会を増やしたため、岡﨑は7試合にしか出場できなかった。ウエスタン・リーグ公式戦には25試合へ出場。打数は少ないながらも、打率.392（51打数20安打）、1本塁打、7打点を記録した。
2012年、前年に続いて、一軍の正捕手に藤井、第2捕手に小宮山を起用。シーズン中に捕手の今成亮太が北海道日本ハムファイターズから移籍したこともあって、岡﨑の一軍公式戦出場は19試合にとどまった。ウエスタン・リーグ公式戦では、32試合の出場で打率.221、4打点という成績を残した。
2013年、日高剛がFA権の行使によって移籍したため、一軍の捕手陣を「正捕手・藤井、第2捕手・日高」という布陣に変更。シーズン中に日高が故障で一軍を離れてからは、清水誉が第2捕手として一軍に定着した。この影響で、岡﨑には3年ぶりに一軍公式戦への出場機会がなかった。ウエスタン・リーグ公式戦でも、38試合の出場で打率.152、2打点にとどまった。
2014年、久保のFA移籍に伴う補償措置で加入した鶴岡一成や、新人の梅野隆太郎が一軍に定着。いずれも藤井と併用されたため、岡﨑には2年続けて一軍昇格の機会がなかった。さらに、ウエスタン・リーグ公式戦でも、一軍での実績が岡﨑を上回る小宮山が正捕手格として起用。岡﨑は、途中出場を中心に46試合（捕手としては29試合）へ出場するとともに、打率.244、1本塁打、7打点という成績を残した。
2015年、一軍で開幕からスタメンマスクを任されながら不調に陥った梅野に代わって、5月3日に出場選手登録を果たした。5月4日の対中日戦（甲子園）に、2番手捕手として3シーズンぶりに一軍公式戦へ出場。打席にも1回立ったが、2日後の5月6日に登録を抹消されたため、一軍公式戦への出場はこの試合だけにとどまった。その一方で、ウエスタン・リーグ公式戦では、30試合の出場で打率.286を記録した。
2016年、前年の秋季キャンプでの動きが新任の首脳陣に高く評価されたことから、春季キャンプを一軍の「沖縄組」でスタート。正捕手格で自身7年ぶりの開幕一軍入りを果たした。3月25日には、中日との開幕戦（京セラドーム大阪）に「8番・捕手」としてスタメン出場。阪神生え抜きの捕手としては球団史上最も遅い入団12年目で、初めて一軍開幕戦のスタメンマスクを任された。この試合で一軍公式戦自身4年ぶりの安打を記録すると、3月26日の同カードでは、適時打によって自身7年（2545日）ぶりの打点を挙げた。4月10日の対巨人戦（東京ドーム）では、5回表1死満塁の打席で放った2点二塁打によって、一軍公式戦自身初の長打を記録。打力で勝る原口文仁が一軍の正捕手に抜擢された5月以降も、ランディ・メッセンジャーや能見が先発する試合を中心に、随時スタメンへ起用されていた。しかし、7月12日の対東京ヤクルトスワローズ戦（長野オリンピックスタジアム）で左手の有鉤骨を骨折。7月14日に出場選手登録を抹消されると、7月15日に骨折部分の除去手術を受けた。8月にウエスタン・リーグ公式戦で実戦に復帰したが、自身の戦線離脱中に新人の坂本誠志郎が一軍に抜擢されたことなどから、一軍への復帰までには至らなかった。しかし、一軍公式戦全体では、自己最多の38試合に出場。打率は.200ながら、安打数（13）・打点（5）・犠打（3）などで自己記録を更新したほか、一軍初の犠飛や盗塁も記録した。
2017年、2年連続で開幕一軍入りを果たすと、開幕戦からしばらくスタメンマスクを梅野に譲りながらも、一軍公式戦に随時スタメンで出場。甲子園球場での対北海道日本ハムファイターズ3連戦（6月2日 - 6月4日）では、第2戦（3日）以降のチームの2連勝に貢献したことから、2日連続で試合後にヒーローインタビューを受けた。「8番・捕手」としてスタメンに起用された第2戦で逆転の2点本塁打や自身8年ぶり2度目の猛打賞を記録したことや、途中から出場した4日の最終戦延長11回裏の打席でサヨナラ安打を放ったことによる。プロ13年目で記録した一軍初本塁打は、NPBの一軍公式戦に出場した野手の在籍年数では石山一秀に次いで2番目、打席に立った経験のある投手を含めれば3番目に遅い初本塁打であった。一軍公式戦への出場は前年を下回る34試合で、スタメンマスクを任される機会も減ったが、打撃面では通算で2本の本塁打を記録。シーズン終了後の11月21日に臨んだ球団との契約交渉では、2年連続で年俸の増額提示を受けた末に、翌年の契約を更改した。この更改による翌年の推定年俸は1,700万円（前年から400万円増）で、入団13年目にして、入団時の年俸（前述）を初めて上回った。
2018年、梅野が一軍の正捕手に定着したことや、原口が代打を中心に打撃面で好成績を残していたことなどから、一軍公式戦への出場機会が6試合にまで減少。3試合でスタメンマスクを任されたが、通算13打席（11打数）で1本の安打も放てずにシーズンを終えた。しかし、「球団からの戦力外通告を覚悟した」というシーズン終了後の契約交渉では、推定年俸1,500万円という条件で契約を更改。球団からの減俸提示（前年から200万円減）を受けての更改ながら、球団幹部からは、「来年（2019年）も頑張って欲しい」という言葉で激励された。
2019年、開幕一軍登録をはじめ、レギュラーシーズン中に3度の出場選手登録を果たしながら、チーム事情などとの兼ね合いで一軍公式戦への出場を見送られた。ウエスタン・リーグ公式戦でも26試合の出場で打率.125にとどまったが、シーズン終了後の11月20日に、推定年俸1,300万円という条件で契約を更改。2005年の入団以来16シーズン連続で、阪神へ在籍することが決まった。16シーズン連続の在籍は、2020年も現役で阪神に在籍する選手では最も長かった。
2020年、一軍の捕手陣が梅野・坂本・原口文仁に事実上固定されたことなどから、一軍昇格の機会がなく、ウエスタン・リーグ公式戦でも29試合の出場で前年と同じ打率にとどまった。レギュラーシーズン最終盤の11月4日に球団から戦力外通告を受けたことを機に、現役を引退。12月2日付で、NPBから自由契約選手として公示。

### 現役引退後
2021年からは、阪神球団の編成本部に所属。プロスカウトとして活動している。
2023年11月8日に、阪神球団の身分を保持したままで日本海リーグの石川ミリオンスターズ監督に派遣という形で就任の見込と報じられ、翌日に阪神球団ならびに石川球団からそれぞれ派遣と就任が発表された。初年度の2024年にリーグ優勝を達成した。

## 選手としての特徴
二塁への送球で1.86秒を計測するほどの強肩が武器。その一方で、阪神への入団直後から、打力の低さを指摘されてきた。2012年3月13日には、ヤクルトとのオープン戦で、1打席の間に3本のバットを折っている。
2015年の秋季キャンプでは、一軍監督に就任したばかりの元チームメイト・金本知憲の指導で、十分に間を取ってからボールを弾き返す打法を体得。2016年の春季キャンプでは、金本が「（以前とは）明らかに別人」と表現するほどにまで打力を高めている。ちなみに金本は、岡﨑が入団13年目の2017年に一軍公式戦初本塁打を放った日本ハム戦の試合後に、「（本塁打が出た瞬間には）唖然として、何が起きているのか分からなかった。今日の活躍が生涯最高で最後に…ならないように頑張って欲しい」とのコメントを残している。
阪神への在籍期間は16年に及んだが、自由枠で入団したにもかかわらず、一軍公式戦には通算で119試合の出場にとどまった。一軍公式戦へのデビューを果たした入団5年目（2009年）以降にレギュラー格の捕手（城島健司・藤井彰人・日高剛）が他球団から相次いで移籍したことや、1歳年上の狩野恵輔や後輩の原口・梅野・坂本が岡崎を凌ぐ打力で一軍へ定着したことなどによる。岡崎自身は「入団3 - 4年目の時点で戦力外通告を覚悟していた」とのことだが、「実績のある選手の補強に関しては、ずっと結果を出せずにいた自分の責任だから、自力でコントロールが可能なことだけに目を向ける」と割り切って、自分へ妥協せずに努力を続けた。現役生活の終盤には、『7つの習慣』（スティーブン・R・コヴィー著）の熟読を通じて、野球に対する自分の考えや努力が間違っていないことを確信。一軍から遠ざかっていても、二軍の練習で自己流のルーティンを貫いた。

## 詳細情報

### 年度別打撃成績
| 年 度    | 球 団    | 試 合 | 打 席 | 打 数 | 得 点 | 安 打 | 二 塁 打 | 三 塁 打 | 本 塁 打 | 塁 打 | 打 点 | 盗 塁 | 盗 塁 死 | 犠 打 | 犠 飛 | 四 球 | 敬 遠 | 死 球 | 三 振 | 併 殺 打 | 打 率 | 出 塁 率 | 長 打 率 | O P S |
| -------- | -------- | ----- | ----- | ----- | ----- | ----- | -------- | -------- | -------- | ----- | ----- | ----- | -------- | ----- | ----- | ----- | ----- | ----- | ----- | -------- | ----- | -------- | -------- | ----- |
| 2009     | 阪神     | 14    | 16    | 14    | 2     | 5     | 0        | 0        | 0        | 5     | 1     | 0     | 0        | 0     | 0     | 1     | 1     | 1     | 2     | 1        | .357  | .438     | .357     | .795  |
| 2011     | 阪神     | 7     | 4     | 4     | 0     | 0     | 0        | 0        | 0        | 0     | 0     | 0     | 0        | 0     | 0     | 0     | 0     | 0     | 2     | 0        | .000  | .000     | .000     | .000  |
| 2012     | 阪神     | 19    | 13    | 10    | 2     | 1     | 0        | 0        | 0        | 1     | 0     | 0     | 0        | 2     | 0     | 0     | 0     | 1     | 2     | 0        | .100  | .182     | .100     | .282  |
| 2015     | 阪神     | 1     | 1     | 1     | 0     | 0     | 0        | 0        | 0        | 0     | 0     | 0     | 0        | 0     | 0     | 0     | 0     | 0     | 0     | 0        | .000  | .000     | .000     | .000  |
| 2016     | 阪神     | 38    | 76    | 65    | 4     | 13    | 3        | 0        | 0        | 16    | 5     | 1     | 0        | 3     | 1     | 7     | 0     | 0     | 16    | 0        | .200  | .274     | .246     | .520  |
| 2017     | 阪神     | 34    | 54    | 41    | 4     | 8     | 0        | 0        | 2        | 14    | 5     | 0     | 0        | 7     | 0     | 5     | 1     | 1     | 12    | 0        | .195  | .298     | .341     | .639  |
| 2018     | 阪神     | 6     | 13    | 11    | 1     | 0     | 0        | 0        | 0        | 0     | 0     | 0     | 0        | 2     | 0     | 0     | 0     | 0     | 2     | 0        | .000  | .000     | .000     | .000  |
| NPB：7年 | NPB：7年 | 119   | 177   | 146   | 13    | 27    | 3        | 0        | 2        | 36    | 11    | 1     | 0        | 14    | 1     | 13    | 2     | 3     | 36    | 1        | .185  | .264     | .247     | .510  |

- 2020年度シーズン終了時

### 年度別守備成績
| 年 度 | 球 団 | 捕手  | 捕手  | 捕手  | 捕手  | 捕手  | 捕手     | 捕手  | 捕手     | 捕手     | 捕手     | 捕手     |
| 年 度 | 球 団 | 試 合 | 刺 殺 | 補 殺 | 失 策 | 併 殺 | 守 備 率 | 捕 逸 | 企 図 数 | 許 盗 塁 | 盗 塁 刺 | 阻 止 率 |
| ----- | ----- | ----- | ----- | ----- | ----- | ----- | -------- | ----- | -------- | -------- | -------- | -------- |
| 2009  | 阪神  | 12    | 48    | 2     | 0     | 0     | 1.000    | 0     | 5        | 2        | 3        | .600     |
| 2011  | 阪神  | 2     | 5     | 0     | 0     | 0     | 1.000    | 0     | 1        | 1        | 0        | .000     |
| 2012  | 阪神  | 18    | 35    | 2     | 0     | 0     | 1.000    | 0     | 2        | 1        | 1        | .500     |
| 2015  | 阪神  | 1     | 3     | 0     | 0     | 0     | 1.000    | 0     | 0        | 0        | 0        | .---     |
| 2016  | 阪神  | 38    | 212   | 16    | 0     | 3     | 1.000    | 1     | 8        | 6        | 2        | .250     |
| 2017  | 阪神  | 33    | 153   | 9     | 1     | 1     | .994     | 2     | 12       | 10       | 2        | .167     |
| 2018  | 阪神  | 4     | 17    | 7     | 0     | 0     | 1.000    | 2     | 3        | 2        | 1        | .333     |
| 通算  | 通算  | 108   | 473   | 36    | 1     | 4     | .998     | 5     | 31       | 22       | 9        | .290     |

- 2019年度シーズン終了時

### 記録
- 初出場：2009年4月4日、対東京ヤクルトスワローズ2回戦（京セラドーム大阪）、7回表に狩野恵輔に代わり捕手で出場
- 初先発出場：2009年4月7日、対広島東洋カープ1回戦（阪神甲子園球場）、8番・捕手で先発出場
- 初打席・初安打：同上、2回裏に大竹寛から右前安打
- 初打点：同上、7回裏に林昌樹から中前適時打
- 初盗塁：2016年4月22日、対広島東洋カープ4回戦（MAZDA Zoom-Zoom スタジアム広島）、4回表に二盗（投手：オスカル、捕手：會澤翼）
- 初本塁打：2017年6月3日、対北海道日本ハムファイターズ2回戦（阪神甲子園球場）、4回裏にルイス・メンドーサから左越2ラン [24]

### 背番号
- 27 （2005年 - 2007年）
- 57 （2008年 - 2020年）

### 登場曲
- 「サンライズ」BENNIE K（2005年）
- 「Dreamland」BENNIE K（2006年 - 2008年）
- 「夢のツバサ」秋休（2009年）
- 「突っ走れっ！」秋休（2010年）
- 「ゴールデンタイムラバー」スキマスイッチ（2011年）
- 「サンキュー!!」HOME MADE 家族（2016年 - 2018年）[注釈 3]
- 「会心の一撃」RADWIMPS（2019年 - 2020年）